# Üzletszerű kéjelgés
Az  üzletszerű kéjelgés korábban Magyarországon a nemi erkölcs elleni bűncselekmény volt az 1978. évi IV. törvény eredeti szövege szerint. Létezett szabálysértési alakzata is. Jogi tárgya a nemi kapcsolatok társadalmilag elfogadott rendje.
A köznyelv prostitúció néven ismeri.
Szabálysértési alakzata a tiltott kéjelgés, amely továbbra is szabálysértésként büntetendő, de csak abban az esetben, amikor az elkövető a szexuális szolgáltatással összefüggő korlátozást, illetve tilalmat megszegi, például védett övezeten belül nyújtja a szexuális szolgáltatást.  
A hatályos Büntető Törvénykönyv  javaslatának a 201. §hoz fűzött indokolása szerint: 

„A prostitúció ... legálisan végezhető szexuális szolgáltatás, annak más személy általi kihasználása és ebből haszonszerzés azonban nem elfogadható, ezt a törvény is büntetni rendeli. Ilyen „élősdi” jellegű bűncselekmény az üzletszerű kéjelgés elősegítése, a kerítés és a kitartottság.
A törvény az egyszerűség és közérthetőség érdekében felváltja az üzletszerű kéjelgés fogalmát a nemzetközi nyelvezetben és a köznyelvben is használatos prostitúcióval. Az üzletszerű kéjelgés kifejezést egyetlen más jogszabály sem tartalmazza. A Szabs. tv. 172. §-a ugyan a tiltott kéjelgés címet viseli, tartalma viszont a szexuális szolgáltatásokkal kapcsolatos, és a háttérjogszabályai, a szervezett bűnözés, valamint az azzal összefüggő egyes jelenségek elleni fellépés szabályairól és az ehhez kapcsolódó törvénymódosításokról szóló 1999. évi LXXV. törvény, valamint a gazdasági reklámtevékenység alapvető feltételeiről és egyes korlátairól szóló 2008. évi XLVIII. törvény is a szexuális szolgáltatás, illetve a prostitúció fogalmát használja. Nem indokolt tehát a törvényben sem az elavult üzletszerű kéjelgés fogalom fenntartása.
A New York-i Egyezmény 1. cikke szerint büntetendő, aki más személy kéjelgésének kielégítésére valakit prostitúció céljából megkerít, rábír, vagy elcsábít, akár annak beleegyezésével is, illetve aki e célból más személy prostitúcióját kizsákmányolja, akár annak beleegyezésével is. A 2. cikk szerint büntetendő, aki bordélyházat tart fenn, vezet, vagy fenntartásához szükséges anyagi eszközöket tudatosan szolgáltat, illetőleg az anyagi eszközök szolgáltatásában részt vesz, továbbá épületet vagy más helyet egészben vagy részben mások prostitúciójának céljára tudatosan bérbe ad, vagy bérel. A prostitúció elősegítése tényállás szinte szó szerint felel meg az Egyezménynek, a szövegen a törvény sem változtat. Technikai változtatás annyiban történt, hogy a törvény a rábírást beépíti az azonos büntetési tétellel fenyegetett (1) bekezdésbe, ezzel a tényállás szerkezetét leegyszerűsíti.
A 2011/93/EU irányelv 4. cikk (5) bekezdése és a Lanzarote Egyezmény 19. cikk (1) bekezdése szerint büntetendő a gyermek prostituálása. Ezt jelenleg lefedi a prostitúció elősegítése tényállás „mást prostitúcióra rábír” fordulata, illetve a kerítés tényállása, azonban a törvény - kifejezve a tizennyolc éven aluliak fokozott büntetőjogi védelmét - a prostitúcióra való rábírást ilyen személy vonatkozásában magasabb büntetési tétellel bünteti, mint a felnőttkorúak esetében, illetve az ehhez kapcsolódó segítségnyújtást is szankcionálja.”

## A magyar szabályozás története
A Csemegi-kódex csupán egyetlen  prostitúciós jellegű bűncselekményt büntetett, a csábítást (kerítést). 
Az üzletszerű kéjelgés és annak elősegítése először az  1955. évi 17. tvr.-ben szerepelt a bűncselekmények között.
Az 1961. évi Btk. összhangban állt az 1950-es New York-i nemzetközi egyezménnyel, amelynek értelmében büntetendővé kell nyilvánítani azt a cselekményt, amellyel más személyt prostitúció folytatására bírnak rá, bordélyházat tartanak fenn vagy vezetnek, vagy a bordély fenntartásához szükséges anyagi eszközöket szolgáltatnak, továbbá akik prostitúció céljára épületet adnak bérbe vagy bérelnek.
Az 1978. évi IV. törvény az üzletszerű kéjelgést, valamint az üzletszerű kéjelgés elősegítését fenyegette büntetéssel. 1993-ban az üzletszerű kéjelgés bűncselekményi alakzatát hatályon kívül helyezték. 
Hatályban maradt ugyanakkor a tiltott kéjelgést büntető szabálysértési előírás.
Egy 1999-es törvény az üzletszerű kéjelgést szabálysértésnek minősítette, ha a szexuális szolgáltatással összefüggő tilalmakat megszegik.

## Minősített esetei
A 39. sz. Büntető Kollégiumi vélemény az elkövetés szempontjából hasonló jellegűnek tekintette a kitartottságot, a kerítést és az üzletszerű kéjelgés elősegítését a prostitúcióhoz való szoros kötődés alapján.

## Tiltott kéjelgés
Bár az üzletszerű kéjelgés bűncselekménnyé nyilvánítása megszűnt, azóta is fennmaradt egy szabálysértési alakzat, a tiltott kéjelgés.

„143. § (1) Aki a külön törvényben, vagy törvény felhatalmazása alapján hozott önkormányzati rendeletben a szexuális szolgáltatással összefüggő korlátozást, illetve tilalmat megszeg, elzárással vagy százötvenezer forintig terjedő pénzbírsággal sújtható.
(2) Az elkövető elzárással vagy százötvenezer forintig terjedő pénzbírsággal sújtható, ha 
a) a szexuális szolgáltatása igénybevételére felhívott személy tizennegyedik életévét betöltött kiskorú, vagy kiskorúnak az ilyen szolgáltatás nyújtására irányuló ajánlattételét fogadja el;
b) a szexuális szolgáltatásra való felajánlkozása zaklató jellegű;
c) nem rendelkezik a külön jogszabályban előírt orvosi igazolással.”